# Tibi (kommunhuvudort)
Tibi är en kommunhuvudort i Spanien.   Den ligger i provinsen Provincia de Alicante och regionen Valencia, i den sydöstra delen av landet, 300 km sydost om huvudstaden Madrid. Tibi ligger 534 meter över havet och antalet invånare är 1 518.
Terrängen runt Tibi är huvudsakligen kuperad, men åt nordväst är den platt.Runt Tibi är det mycket tätbefolkat, med 1 221 invånare per kvadratkilometer. Närmaste större samhälle är Elda, 19,5 km väster om Tibi. Omgivningarna runt Tibi är i huvudsak ett öppet busklandskap.